# Bataille de Stonne
Seconde Guerre mondiale,
Bataille de France
Batailles
- Drôle de guerre
- Évacuation des civils de la ligne Maginot
- Mobilisation
- Offensive de la Sarre
- Baie de Heligoland
- Incident de Mechelen
- Plan Jaune
- Plan Dyle
- Luxembourg
- Ében-Émael
- Hannut

- Sedan
- Dinant
- Monthermé
- Givet
- La Horgne
- Gembloux
- Flavion
- Louvain
- Charleroi

- Stonne
- Montcornet
- La Sambre
- Arras

- L'Escaut
- Amiens
- La Lys
- Massacre de Vinkt
- Boulogne-sur-Mer
- Calais
- Poche de Lille
- Massacre du Paradis
- Abbeville
- Dunkerque
- Capitulation belge

- L'Aisne
- L'Ailette
- Opération Paula
- l’Exode
- Pont-de-l'Arche
- Opération Cycle
- Opération Ariel

- Les Alpes
- Vallon du Seuil
- Bombardement de Toulon
- Opération Vado
- La Loire
- Saumur
- La vallée du Rhône
- Bombardements de Marseille
- Menton (Pont-Saint-Louis)
- Combats aériens en Suisse
- Armistice du 22 juin

La bataille de Stonne, opposant Allemands aux Français et se déroulant du 15 mai au 27 mai 1940, est une des plus importantes batailles de la bataille de France.
Pendant plusieurs jours, l'infanterie et les blindés des deux camps s'affrontent, avec de lourdes pertes, pour le contrôle du village de Stonne et de la ligne de crête sur laquelle il est situé. Dominant en hauteur la tête de pont allemande de Sedan au nord, une attaque française depuis cette ligne aurait pu déboucher contre elle et menacer ainsi la progression des Allemands vers la Manche.
Parfois évoqué comme le « Verdun de 1940 », les attaques françaises à Stonne furent considérées comme les plus dangereuses de la campagne de l'ouest, le village en lui-même changera de camp dix-sept fois en seulement trois jours.
C'est finalement une victoire opérationnelle des Allemands, malgré des pertes importantes pour leurs troupes. Les forces allemandes écartent la menace sur le flanc de leur axe d'attaque principal, dont la direction réelle a aussi été masquée un temps aux Français par la bataille.

## Contexte historique
Le 10 mai 1940, le Troisième Reich lance une grande offensive sur les Pays-Bas, le Luxembourg, la Belgique et la France dans ce qui sera appelé la bataille de France.
Les Allemands appliquent le plan jaune : leur groupe d'armées B attaque les Pays-Bas et avance dans la plaine belge, y attirant ainsi l'aile marchante des Franco-Britanniques qui suivent le plan Dyle-Bréda prévu dans le cas d'une telle offensive allemande dans les pays neutres. Dans le même temps, le groupe d'armées A allemand, avec en premier échelon ses formations de chars (la Gruppe Hoth et la Panzergruppe von Kleist), lance l'attaque principale au centre de la ligne de front, à travers les Ardennes, et atteint ainsi la Meuse le 12 au soir, la franchissant en force le lendemain.

## Prélude à la bataille

### Tête de pont allemande à Sedan

Attaque allemande en France ("Fall Gelb" ou "Plan jaune") du 10 Mai au 16 Mai 1940

Ainsi, le XIX. Armee-Korps (mot.) de Heinz Guderian (dépendant de la Panzergruppe von Kleist) traverse la Meuse autour de Sedan dans l'après-midi du 13 avec trois divisions blindées face au 10e corps d'armée français (Xe CA du général Grandsard, relevant de la 2e armée de Charles Huntziger). Les Allemands forment une tête de pont qu'ils étendent encore pendant la nuit, à l'aube du 14 celle-ci est comprise entre les rivières Bar et Ennemane, profonde jusqu'au sud du bois de la Marfée, sur la ligne d'arrêt.

### Réaction française: montée en ligne du21ecorpsd'armée
Les Français se préparent à contre-attaquer pour le lendemain 14 mai afin de repousser les Allemands de l'autre côté de la Meuse. La 2e armée prévoit ainsi que ce soit le fait de sa réserve : le XXIe corps d'armée (XXIe CA, de Jean Flavigny) qui dispose de cinq divisions (notamment la 3e division cuirassée (3e DCr) et la 3e division d'infanterie motorisée). De son côté le Xe CA s'apprête à mener sa propre contre-attaque, mais sans coordination aucune avec celle du XXIe, alors qu'ils se fixent les mêmes objectifs : en effet la 2e armée semblant estimer le Xe CA comme n'étant plus opérationnel, n'a pas tenu compte de sa présence pour préparer l'attaque du XXIe CA,. Pourtant, seule l'attaque du Xe CA a lieu, mais elle échoue. Le XXIe CA qui a subi de nombreux retards (notamment du fait de la lenteur des transmissions) pour gagner le front voit son attaque finalement annulée, manquant selon l'auteur allemand Karl-Heinz Frieser l'occasion idéale. Le XXIe CA se place alors en défense face à la tête de pont allemande, les chars sont ainsi dispersés pour constituer des « bouchons »,.

### Protéger le flanc sud de l'offensive allemande vers la Manche: prendre les hauteurs de Stonne
La tête de pont allemande de Sedan s'est agrandie dans la journée du 14 mai vers le sud, sous l'impulsion de Guderian qui fait pousser la 10e Panzerdivision (de Ferdinand Schaal) et l'Infanterie-Regiment Grossdeutschland (IRGD) vers le sud, tandis que ses deux autres divisions blindées traversent la Bar et le canal des Ardennes, le XIX. Armee-Korps (mot.) se réorientant vers l'ouest, son objectif lointain étant la mer. Toutefois les Allemands ont bien détecté les blindés du 21e CA qui constituent une menace sur le flanc de la progression de leur corps d'armée.
Le 14 mai 1940 au soir, Guderian fixe les ordres pour le lendemain à la 10. Panzer-Division et à l’IRGD : ces unités doivent atteindre et tenir « la ligne canal des Ardennes - Stonne - Meuse au sud de Villemontry » afin de protéger le flanc sud de son corps d'armée qui progresse vers l'ouest. Par ailleurs, ces unités passent temporairement — le temps que les blindés français ne représentent plus un danger sur le flanc sud — sous contrôle du XIV. Armee-Korps (mot.) (de Gustav Anton von Wietersheim) qui relève le XIX. Armee-Korps (mot.) dans la tête de pont de Sedan pendant que celui-ci poursuit l'offensive vers l'ouest,.
Par cet ordre, cette volonté de pousser vers le sud alors que l'offensive principale est orientée vers l'ouest, Guderian s'oppose à ce qui a été planifié, et ainsi à ses supérieurs, comme Ewald von Kleist qui prévoyait de s'arrêter sur la ligne Noyers-Pont-Maugis - Chéhéry. Si Guderian tient tant à ce que les Allemands prennent et tiennent les hauteurs de Stonne, c'est non seulement pour que la tête de pont soit suffisamment grande pour l'écoulement des troupes et profonde (deux à trois fois plus profonde) pour éviter les tirs d'artillerie française sur les points de franchissement sur la Meuse, mais c'est aussi qu'il a dans l'esprit le plan opérationnel proposé par Erich von Manstein, qui prévoyait une défense active, par l'offensive, du flanc sud de l'attaque, et non passive comme ce qui était prévu par le plan final de Fall Gelb qui n'a pas retenu cet aspect des idées de Manstein. Cette défense par l'attaque doit ainsi empêcher la contre-attaque française contre la tête de pont.

## Ordre de bataille
La bataille mobilisa au total pas moins de 90 000 soldats et 300 chars allemands, 42 500 soldats et 130 chars français.[réf. souhaitée]

### Forces françaises
XXIe corps d'armée (XXIe CA)
- 3e division cuirassée (3e DCr)
  - 5e demi-brigade (dite lourde, équipée de 39 chars B1 Bis[16])
    - 41e bataillon de chars de combat (41e BCC)
    - 49e bataillon de chars de combat (49e BCC)

  - 7e demi-brigade (dite légère, équipée de chars H35 et H39)
    - 42e bataillon de chars de combat (42e BCC)
    - 45e bataillon de chars de combat de la gendarmerie (45e BCCG)

  - 16e bataillon de chasseurs portés
  - 319e régiment d'artillerie tractée tous terrains
- 3e division d'infanterie motorisée (3e DIM)
  - 6e groupe de reconnaissance de division d'infanterie (6e GRDI)
  - 51e régiment d'infanterie (51e RI)
  - 67e régiment d'infanterie (67e RI)
  - 91e régiment d'infanterie
  - 42e régiment d'artillerie divisionnaire
  - 242e régiment d'artillerie lourde divisionnaire
- 4e bataillon de chars légers (4e BCL)
- Divers groupes de reconnaissance
  - dont le 12e groupe de reconnaissance de corps d'armée

### Forces allemandes
XIV. Armee-Korps (mot.)
- 10. Panzer-Division (10. PzD)
  - Panzer-Brigade 4

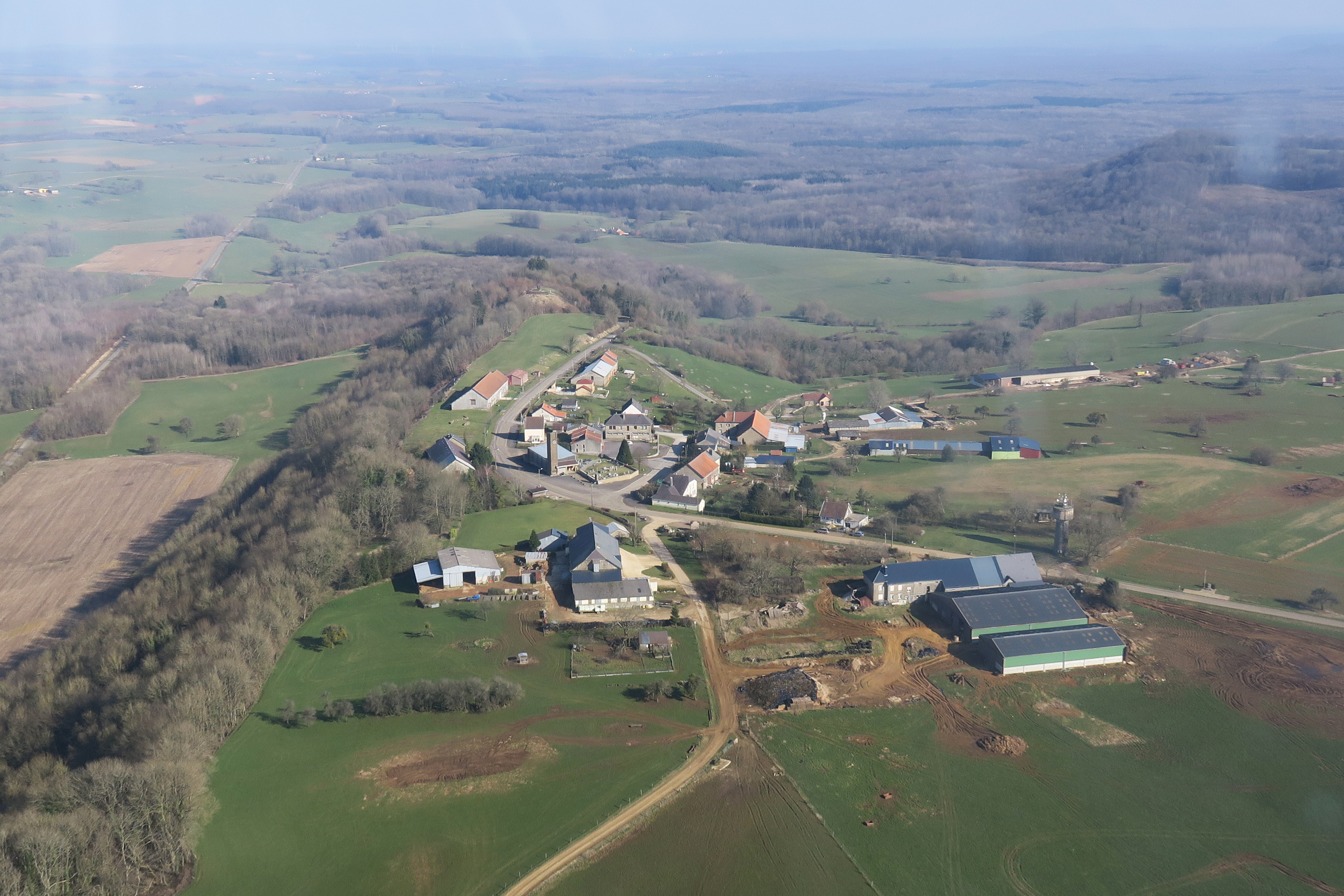
Stonne - mars 2018

    - Panzer-Regiment 7 (3 bataillons de chars soit au 10 mai 1940 : 80 Panzer I et II, 45 Panzer III et IV, 9 chars de commandements[17])
    - Panzer-Regiment 8 (3 bataillons de chars soit au 10 mai 1940 : 77 Panzer I et II, 45 Panzer III et IV, 9 chars de commandements[17])

  - Schützen-Brigade 10
    - Schützen-Regiment 69
    - Schützen-Regiment 86

  - Artillerie-Regiment 90 (trois groupes)
  - Panzer-Aufklärung-Abteilung 90 (groupe de reconnaissance)
- Infanterie-Regiment Grossdeutschland (IRGD)

VI. Armee-Korps
- 16. Infanterie-Division
- 24. Infanterie-Division

## Déroulement de la bataille

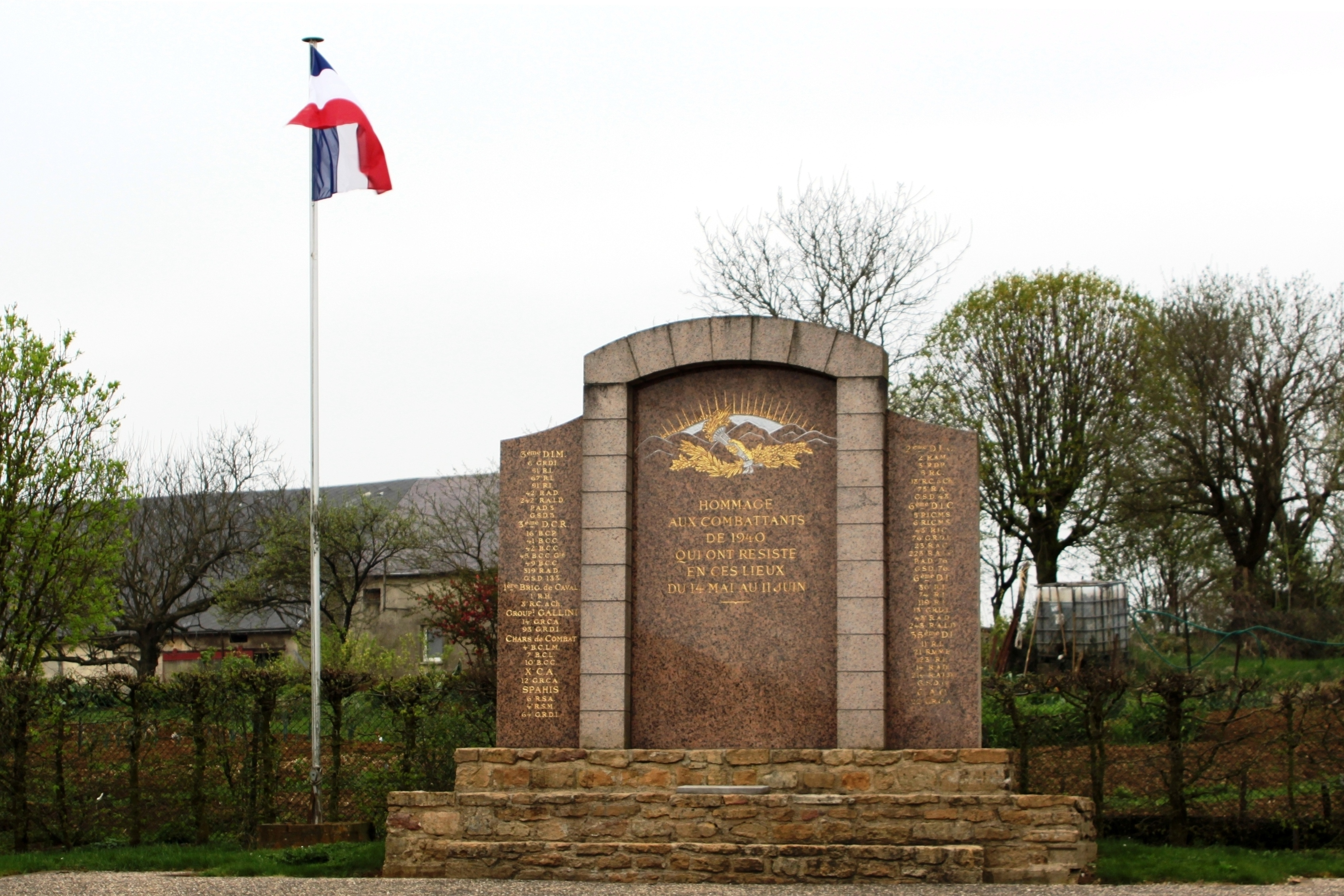
Monument commémoratif de la bataille.

Une partie du plan initial de Guderian prévoyait une feinte vers le sud et derrière la ligne Maginot, pour masquer l'intention de pousser vers la Manche. Le général Franz Halder avait abandonné le plan, mais Guderian le ressuscita et ordonna à la 10e Panzer-Division et au Infanterie-Regiment Grossdeutschland (IRGD) d'attaquer à travers le plateau de Stonne. Dans ce petit village, une bataille acharnée de deux jours a eu lieu au cours de laquelle les Allemands se sont retrouvés face à face pour la première fois avec le char français lourd B1-Bis de 36 tonnes.

### Première attaque allemande15 mai 1940,6h

Carte de l'attaque initiale allemande à Stonne, 15 mai 1940

La bataille de Stonne commence donc le matin du 15 mai 1940 lorsque l’IRGD et des chars du II./Panzer-Regiment 8 repoussent, en lui causant des pertes, le I/67e RI et le 6e GRDI de Stonne. Dans cette action, les Allemands perdent sept chars et les Français des automitrailleuses de découverte. Par ailleurs la défense française retient l'attaque allemande sur le reste de la ligne de crête (bois du Mont-Dieu, bois de Raucourt).

### Première attaque française15 mai 1940,7h30
Le village est aux mains des Allemands, mais ils sont chassés par une première contre-attaque française à 7 h 30, depuis l'ouest, par les chars légers H39 de la 1/45e BCC, plusieurs chars sont à nouveau détruits de part et d'autre.

### Seconde attaque allemande15 mai 1940, 8 h 00
Sans aucune infanterie en soutien, le I/67e RI étant épuisé et manquant de munitions et d'essence, les chars français se replient ; à 8 h Stonne est aux mains des Allemands,.

### Seconde attaque française15 mai 1940,9h
Les chars lourds B1 de la 3/49e BCC (capitaine Caravéo) repoussent à leur tour les Allemands à 9 h, également sans infanterie pour l'appuyer, la compagnie retourne finalement en arrière , pour ravitailler.

### Troisième attaque allemande15 mai 1940,9h30
Les Allemands réinvestissent alors Stonne à 9 h 30, cette fois avec l'appui des canons antichars de la Panzer-Jäger-Abteilung 521.

### Troisième attaque française15 mai 1940,10h30
Apprenant que les Allemands sont revenus, le capitaine Caravéo repart à l'attaque et reprend le village à 10 h 30, mais trois B1 sont détruits ou immobilisés, dont un par des tirs répétés d'antichars allemands (3,7 cm PaK 36) dans la grille de ventilation,.

### Quatrième attaque allemande15 mai 1940,10h45

Repli de la 3/49e, 15 Mai 11H

Toujours sans soutien d'infanterie, les chars français se replient à nouveau, toujours pour ravitailler, laissant Stonne aux Allemands à 10 h 45,.

### Quatrième attaque française15 mai 1940,12h
Le I/67e RI prépare une attaque appuyée par le I/51e RI et des chars des 3/49e BCC, 1/45e BCC et 2/4e BCL. À 12 h les Français réoccupent Stonne après de violents combats. L'attaque française inquiète les Allemands qui craignent qu'elle se poursuive vers Maisoncelle-et-Villers, mais les Français se contentent, une fois Stonne repris, de le défendre.
Pendant ce temps, à la suite d'un rappel à l'ordre venant du général Alphonse Georges (commandant le front du nord-est) que le XXIe CA doit attaquer et non défendre, Flavigny prépare une offensive contre la tête de pont de Sedan dans la journée, mais l'action est repoussée à plusieurs reprises, il faut en effet regrouper les unités après les avoir dispersées la veille pour la défense,.

### Cinquième attaque allemande15 mai 1940,17h30
C'est ainsi que lorsque les chars quittent Stonne pour se ravitailler et participer à l'offensive prévue par Flavigny, une attaque allemande du I./Infanterie-Regiment 69 et de l’IRGD reprend le village à l'infanterie française à 17 h 30. Ceci contrarie l'attaque française qui doit notamment démarrer de Stonne, elle est ainsi annulée : la tête de pont de Sedan ne sera plus menacée, ce 15 mai 1940 selon l'auteur Karl-Heinz Frieser les Allemands remportent ainsi une victoire opérationnelle, les combats à Stonne et ses environs ne seront plus désormais que d'ordre tactique.

### Cinquième attaque française16 mai 1940,7h30

Attaque française le 16 Mai à 7H30

Le village changera encore deux fois de mains le 16 mai. L'un des chars B1-bis Eure de la 1/41e BCC de la 3e DCR, commandé par Pierre Billotte, s'est montré invulnérable aux tirs antichar allemands et a subi 140 coups sûrs. Parvenant au sommet de la butte, il débouche dans le village où il découvre treize chars de la 10e Panzer-Division deux Panzer IV et onze Panzer III) arrêtés sur les bas-côtés de la route : il les détruit l’un après l’autre ainsi qu'un certain nombre de canons antichar. Le reste des forces allemandes, surprises par cette contre-attaque, s’échappe par le flanc Nord de la butte.

### Sixième attaque allemande16 mai 1940,17h
Les Allemands réinvestissent Stonne et renforcent leurs défenses dans la nuit du 16 mai, le VI. Armee-Korps remplace la 10. PzD et l’IRGD qui peuvent reprendre leur marche vers l'ouest. Les Allemands renforcent leurs défenses dans la nuit du 16 mai avec le VIe Corps, composé de la 16e division dirigée par Heinrich Krampf et de la 24e division d'infanterie. C'était un déploiement opportun. À ce moment-là, le Großdeutschland avait perdu 570 hommes et avait besoin de repos et la Panzerjägerkompanie 14 (14e Panzer Antichar Company) avait perdu six de ses 12 canons. Elle avait également 12 morts et 65 blessés. Les panzers ont quitté le secteur : Guderian a fait pivoter les blindés qu’il avait lancés en vain contre Stonne et les a dirigés vers l’Ouest, laissant la bataille à des divisions d’infanterie.

### Sixième attaque française17 mai 1940,11h
L'afflux d’unités allemandes fraîches  maintiennent une puissante pression sur la 3e DIM et les unités de la 3e DCR. Forte de 126 chars opérationnels au début des combats, elle ne pourra en déployer que quelques dizaines à la fois autour de Stonne, devant dans le même temps répartir ses efforts sur d’autres secteurs comme le canal des Ardennes ou le sud du Mont-Dieu. On estime qu’au 17 mai, la 3e DIM a déjà perdu 20 % ses effectifs d’infanterie. L’artillerie a aussi été touchée par les attaques aériennes qui interviennent brusquement en formations de Stukas, et par les contre-batteries car l’artillerie allemande se montre très offensive.

### Septième attaque allemande17 mai 1940,14h30
Reprise de Stonne par les 4e division d’infanterie et 16e division d’infanterie allemandes

### Septième attaque française17 mai 1940,15h
La 3e division d'infanterie française reprend la ville.

### Huitième attaque allemande17 mai 1940,16h30
La ville est reprise par les fantassins allemands

### Huitième attaque française17 mai 1940,17h
Une section de trois chars B1 bis du 49e BCC entre dans Stonne. L’un d’eux, le Riquewihr, est conduit par le lieutenant Domecq, fait face à une colonne de fantassins allemands dans un fossé le long de la route. Les Allemands ouvrent le feu sur le char français. Celui-ci poursuit sa route et neutralise les tirs en écrasant les occupants du fossé sous ses chenilles. Arrivés dans le village, les défenseurs allemands rompent le combat, pris de panique à la vue des chenilles couvertes de sang. On parlera du char Riquewihr comme du « Boucher de Stonne ».

### Neuvième attaque allemande17 mai 1940,17h30
Le 17 mai 1940, Stonne change de camp à maintes reprises avant de tomber définitivement sous contrôle allemand dans la fin de l'après-midi. « le promontoire cède et change de maître pour la dix-septième fois vers dix-sept heures trente ce 17 mai. »; Ainsi, le village aura changé 17 fois de mains en quatre jours de combats acharnés. Des poches de résistance françaises continuent de se battre sans relâche jusqu'au 25 mai 1940,, date où le village est totalement occupé par l'armée allemande. Environ 33 chars français et 24 Panzers allemands furent détruits.
Alors que le « coup de faucille » opéré par les panzerdivisions du IIIème Reich est parvenu à faire tomber le port de Boulogne sur la Manche le 23 mai, à Stonne on se bat encore et toujours. Qui plus est, les 23 et 24 mai sont les plus terribles journées de la bataille. Il tente une manœuvre d’encerclement.
La 3e DIM fait donner toute son artillerie : 48 canons théoriquement actifs. Pour sa part, l’ennemi fait converger le feu de ses 144 canons sur les Français (l’artillerie de 3 divisions et de 2 corps d’armée). En prévision, l’ennemi a stocké 5 600 tonnes d’obus. C’est l’unique exemple d’une si importante concentration d’artillerie de toute la guerre de 1940. Le 23 mai le 5ème groupe du 242e RA tirent 10 700 obus. Au total, on peut estimer que les Français tirent la quantité énorme de 45 000 obus, soit près de 400 tonnes de projectiles.
Stonne vit de durs combats, selon l'historien allemand Karl-Heinz Frieser : « Les soldats de la Wehrmacht ont toujours comparé l'enfer de Stonne en 1940 à l'enfer de Verdun en 1916 » ; dans Blitzkrieg-Legende: der Westfeldzug 1940, citant un officier allemand qui compare Stonne à Stalingrad et à Monte Cassino ;

## Conséquences

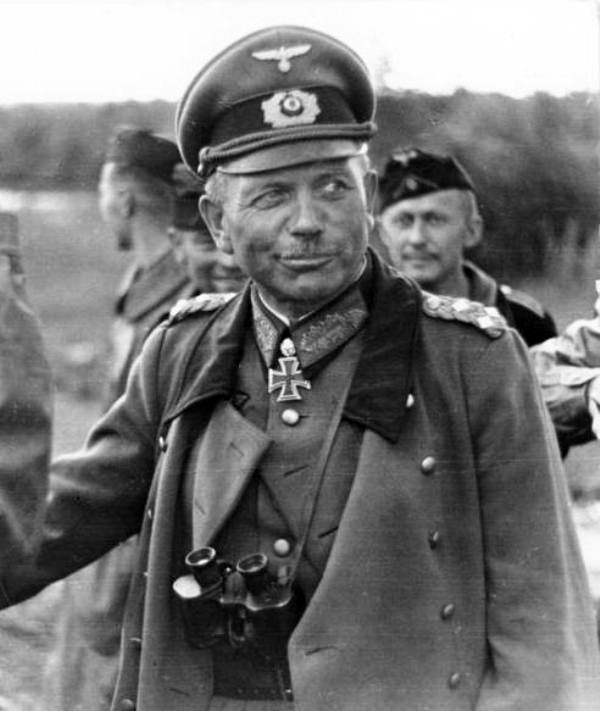
Le général allemand Heinz Guderian.

Les pertes de cette bataille sont nombreuses : du côté allemand, on dénombre près de 6 000 pertes (dont 2 500 tués), constituant une des batailles les plus coûteuses en vies humaines infligées lors de la campagne de France alors que du côté français, on dénombre environ 3 000 pertes, dont près de 1 000 tués, le reste étant des prisonniers de guerre, des blessés ou des disparus. Les pertes matérielles sont de 33 chars français détruits pour 24 chars allemands détruits.
La majorité des troupes allemandes engagées appartenant au régiment Grossdeutschland furent perdues durant la bataille, ces pertes étant de 570 hommes au total, dont 103 tués. De même, le 67e RI français subit de nombreuses pertes avec 362 soldats tués et de nombreux blessés. Une compagnie du 51e RI terminera même la bataille avec seulement cinq sergents et 30 soldats.
Le général allemand Guderian en contact avec le régiment Grossdeutschland pendant cette journée indiqua que « l'atmosphère était un peu nerveuse ». Le journal d'opérations de la 10e Panzer-Division précisa que la contre-attaque française était extrêmement dangereuse, menaçant le flanc du XIXe corps d'armée allemand. Le général Hermann Hoth a écrit après la guerre qu'en retardant l'intervention et en n'engageant pas toutes les forces blindées dont disposait le général français Jean Flavigny, « les Français manquèrent une occasion favorable ; cette contre-attaque, menée de façon résolue, eût pu changer la défaite en victoire ».

Le Generalleutnant Paul Hermann Wagner, commandant le 79e régiment d'infanterie de la Wehrmacht durant la Campagne de France, dira :

« Il y a 3 batailles que je n'oublierai jamais : Stonne, Stalingrad et Monte Cassino. »

Cette bataille, et les pertes des deux côtés, démontrent la combativité des belligérants.

## Sources et annexes